# Ojciec Mateusz
Ojciec Mateusz (littéralement Le Père Mateusz) est une série télévisée policière polonaise diffusé depuis le 11 novembre 2008 sur TVP 1. Inspirée de Don Matteo cette série met en scène les enquêtes menées par le prêtre catholique Mateusz Żmigrodzki (Artur Żmijewski) dans une petite paroisse de Sandomierz,. La série remporte le prix Telekamera du magazine Tele Tydzień dans la catégorie de série hebdomadaire en 2011 et 2017,.

## Synopsis
La série raconte les aventures d'un prêtre catholique fictif qui, de retour d'une mission en Biélorussie, est envoyé travailler dans une petite paroisse. En tant que curé, avec l'aide de ses amis policiers, il résout des énigmes criminelles et apporte de l'aide à ses paroissiens, ainsi qu'à tous ceux qui sont dans le besoin.
Chaque épisode de la série est une histoire distincte, un épisode de la vie du personnage principal. Les épisodes 300 et 301 font exception et forment un tout.

## Distribution
- Artur Żmijewski : Père Mateusz Żmigrodzki
- Piotr Polk (pl) : commandant Orest Możejko
- Michał Piela (pl) : aspirant Mieczysław Nocul
- Kinga Preis : Natalia Borowik
- Aleksandra Górska (pl) : Lucyna Wielicka
- Artur Pontek (pl) : sergent de police Marian Marczak
- Rafał Cieszyński (pl) : sergent chef de police Przemysław Gibalski
- Tomasz Więcek (pl) : agent principal de police Ludwik Banaś
- Piotr Miazga (pl) : agent principal de police Bronisław Wierzbicki
- Jędrzej Taranek (pl) : sergent majeur de police Bartosz Paruzel
- Sławomir Orzechowski (pl) : l'évêque
- Julia Kornacka (pl) : Zosia Nocul
- Piotr Kozłowski (pl) : père Jacek Kolanko
- Tamara Arciuch (pl) : Justyna Malec, journaliste, pendant un mandat maire de la ville
- Ewa Konstancja Bułhak (pl) : Barbara Nocul
- Eryk Lubos (pl) : Waldemar Grzelak dit Pluskwa [Insecte]
- Łukasz Lewandowski (pl) : Piotr Derlacki, sacristain
- Beata Olga Kowalska (pl) : médecin
- Paulina Chapko (pl) : sergent chef de police Karolina Górska
- Gabriela Pietrucha (pl) : Ola Nocul
- Maciej Musiał : Michał Wielicki
- Dominika Chorosińska : Joanna Gabryś.
- Edyta Olszówka (pl) : agent de police Ewa Kobylicka
- Magdalena Emilianowicz (pl) : Daria
- Redbad Klijnstra : Aleksander Morus
- Bartłomiej Firlet (pl) : Antoni Dziubak
- Paulina Chruściel : Karolina Wińska (épisode 38), Jolanta (épisode 130), et Iwona (épisode 284)
- Ewa Szykulska : Henryka (épisode 185)
- Katarzyna Cichopek : Eliza Kania (épisode 223)
- Adrian Zaremba : Tomek Michalski
- Magdalena Stużyńska : Wiesława Pokrzyk (épisode 225)
- Krzysztof Kiersznowski : Wacław Gajda (épisode 68)
- Barbara Kurzaj : Teresa (épisode 1) ; employée de la SPA (épisode 31) ; pathomorphologist (épisode 93) ; Gabriela Frączek (épisode 192).
- Monika Mrozowska : Edyta Zacharska (épisode 391)